# Scott Paulin
Scott Paulin (* 13. Februar 1950 in Steubenville, Ohio) ist ein US-amerikanischer Schauspieler und Regisseur.

## Leben und Karriere
Paulin spielte während der 1980er-Jahre verschiedene Rollen in bekannten Filmen wie Katzenmenschen, Mutant – Das Grauen im All, Der Stoff, aus dem die Helden sind, Sergeant Waters – Eine Soldatengeschichte, Teen Wolf, Angeklagt und Scott & Huutsch.
Von 2002 bis 2003 verkörperte er die Rolle des Captain Johnson in der Serie J.A.G. – Im Auftrag der Ehre. Seinen letzten größeren Auftritt hatte er von 2009 bis 2014 als Jim Beckett (Kate Beckett's Vater), in der US-Fernsehserie Castle.
Sein Schaffen umfasst mehr als 100 Film- und Fernsehproduktionen.
Scott Paulin erwarb 1971 einen Bachelor of Arts (B.A.) in Politikwissenschaft am Ponoma College in Claremont, Kalifornien.
Er ist mit der Schauspielerin Wendy Phillips verheiratet, beide haben eine Tochter.

## Filmografie

### Schauspiel (Auswahl)

#### Fernsehserien
- 1983: Lotterie (Lottery!, 1 Episode)
- 1985: Unglaubliche Geschichten (Amazing Stories, 1 Episode)
- 1985: Unbekannte Dimensionen (The Twilight Zone, 1 Episode)
- 1983–1985: Chefarzt Dr. Westphall (St. Elsewhere, 4 Episoden)
- 1986: Stingray (1 Episode)
- 1982–1986: Polizeirevier Hill Street (Hill Street Blues, 3 Episoden)
- 1986–1987: Ein Schicksalsjahr (A Year in the Life, 4 Episoden)
- 1987: Das Model und der Schnüffler (Moonlighting, 1 Episode)
- 1987: Mord ist ihr Hobby (Murder, She Wrote, 1 Episode)
- 1988: Erben des Fluchs (Friday the 13th: The Series, 2 Episoden)
- 1990: Falcon Crest (1 Episode)
- 1990: Mann der Träume (American Dreamer, 1 Episode)
- 1992: Ehekriege (Civil Wars, 1 Episode)
- 1992: Die Maske (Human Target, 2 Episoden)
- 1991–1993: I'll Fly Away (11 Episoden)
- 1993: Ausgerechnet Alaska (Northern Exposure, 1 Episode)
- 1988–1993: L.A. Law – Staranwälte, Tricks, Prozesse (L.A. Law, 2 Episoden)
- 1994: Hotel Malibu (6 Episoden)
- 1996: Jim Profit – Ein Mann geht über Leichen (Profit, 2 Episoden)
- 1993–1996: Beverly Hills, 90210 (8 Episoden)
- 1997: Chicago Hope – Endstation Hoffnung (Chicago Hope, 1 Episode)
- 1997: Ein Wink des Himmels (Promised Land, 1 Episode)
- 2001: Frauenpower (Family Law, 1 Episode)
- 2001: Diagnose: Mord (Diagnosis Murder, 1 Episode)
- 2001: The Beast (1 Episode)
- 2001: Alias – Die Agentin (Alias, 1 Episode)
- 2002: Akte X – Die unheimlichen Fälle des FBI (The X Files, 1 Episode)
- 2002: For the People (1 Episode)
- 2003: Presidio Med (1 Episode)
- 2003: Without a Trace – Spurlos verschwunden (Without a Trace, 1 Episode)
- 2003: 24 – Twenty Four (24, 2 Episoden)
- 2002–2003: J.A.G. – Im Auftrag der Ehre (JAG, 7 Episoden)
- 2003: Threat Matrix – Alarmstufe Rot (Threat Matrix, 1 Episode)
- 2003: Line of Fire (1 Episode)
- 2003: The Lyon's Den (1 Episode)
- 2004: Lady Cops – Knallhart weiblich (The Division, 1 Episode)
- 2004: Lost (1 Episode)
- 2005: CSI: Vegas (CSI: Crime Scene Investigation, 1 Episode)
- 2006: Ghost Whisperer – Stimmen aus dem Jenseits (Ghost Whisperer, 1 Episode)
- 2006: Boston Legal (1 Episode)
- 2006: Navy CIS (NCIS, 1 Episode)
- 2007: Shark (1 Episode)
- 2008: Cold Case – Kein Opfer ist je vergessen (Cold Case, 1 Episode)
- 2008: Dr. House (House M.D., 1 Episode)
- 2009: Lie to Me (1 Episode)
- 2009: Emergency Room – Die Notaufnahme (ER, 1 Episode)
- 2011: Navy CIS: L.A. (NCIS: Los Angeles, 1 Episode)
- 2012: Longmire (1 Episode)
- 2012: Perception (1 Episode)
- 2014: Schatten der Leidenschaft (The Young and the Restless, 4 Episoden)
- 2009–2014: Castle (9 Episoden)

#### Filme
- 1979: Der Großstadtvampir (Vampire)
- 1980: Crazy Family – Eine total verrückte Familie (Serial)
- 1981: Randys Tod (The Killing of Randy Webster)
- 1982: Katzenmenschen (Cat People)
- 1982: Mutant – Das Grauen im All (Forbidden World)
- 1983: Der Stoff, aus dem die Helden sind (The Right Stuff)
- 1984: The Sheriff and the Astronaut
- 1984: Sergeant Waters – Eine Soldatengeschichte (A Soldier's Story)
- 1984: Ich bin kein Mörder (Fatal Vision, Miniserie, 2 Episoden)
- 1984: California Without End
- 1985: Tödliche Botschaft (Deadly Messages)
- 1985: Warnzeichen Gen-Killer (Warning Sign)
- 1985: Generation
- 1985: Midas Valley
- 1985: On Our Way
- 1985: Teenwolf (Teen Wolf)
- 1985: Warnzeichen Gen-Killer (Warning Sign)
- 1986: Banter – Eine geheimnisvolle Affäre (Banter)
- 1986: Verschwörung des Bösen (When the Bough Breaks)
- 1986: Schatzsuche in den Tiefen des Atlantiks (Dreams of Gold: The Mel Fisher Story)
- 1987: Los Angeles Police: Mord auf dem Freeway (Police Story: The Freeway Killings)
- 1988: Weekend War
- 1988: To Heal a Nation
- 1988: Sheriff gesucht (Desert Rats)
- 1988: From Hollywood to Deadwood
- 1988: Angeklagt (The Accused)
- 1988: Die Tricks der Frauen (Tricks of the Trade)
- 1989: Aus Liebe und Verzweiflung (Desperate for Love)
- 1989: Allein gegen Al Capone (The Revenge of Al Capone)
- 1989: Scott & Huutsch (Turner & Hooch)
- 1990: Spuk am Lagerfeuer (Grim Prairie Tales: Hit the Trail... to Terror)
- 1990: Familie in Nöten (Appearances)
- 1990: Das Alien vom Highway (Deceit)
- 1990: Hart auf Sendung (Pump Up the Volume)
- 1990: Captain America
- 1991: Im Schatten des Todes (The Perfect Tribute)
- 1991: White Hot: The Mysterious Murder of Thelma Todd
- 1991: Klinik des Todes (Deadly Medicine)
- 1993: Cyborg Warriors (Knights)
- 1993: Full Eclipse
- 1993: Nick's Game
- 1994: MacShayne – Mord in Vegas (MacShayne: The Final Roll of the Dice)
- 1994: Das Gesetz im Nacken (Gambler V: Playing for Keeps)
- 1995: Der große Sturm (Kansas)
- 1995: The Ticket (Kurzfilm)
- 1996: Tödliches Erwachen (Sweet Dreams)
- 1997: Geklont – Babys um jeden Preis (Cloned)
- 1999: My Little Assassin
- 2001: Geraubte Kindheit (Just Ask My Children)
- 2001: Ich bin Sam (I Am Sam)
- 2003: The Extreme Team
- 2004: Marty and Sven (Kurzfilm)
- 2005: Infection
- 2006: Ways of the Flesh
- 2007: Jane Doe: How to Fire Your Boss (Video)
- 2007: Final Approach – Im Angesicht des Terrors (Final Approach)
- 2008: Road to Hell
- 2009: The Intervention
- 2010: Bulletface
- 2010: The Sword and the Sorcerer 2 (Tales of an Ancient Empire)

### Regie (Auswahl)
- 1992: I'll Fly Away (1 Episode)
- 1995: Robins Club (1 Episode)
- 1995: Ausgerechnet Alaska (Northern Exposure, 1 Episode)
- 1995: New York News – Jagd auf die Titelseite (New York News)
- 1994–1995: Melrose Place (2 Episoden)
- 1996: Der Sentinel – Im Auge des Jägers (The Sentinel, 1 Episode)
- 1996: Picket Fences – Tatort Gartenzaun (Picket Fences, 1 Episode)
- 1997: New Orleans – Das Gesetz des Südens (Orleans)
- 1994–1997: Beverly Hills, 90210 (4 Episoden)
- 1997: Jim Profit – Ein Mann geht über Leichen (Profit, 1 Episode)
- 1998: Shelter
- 1999: Dawson’s Creek (1 Episode)
- 1999: V.I.P. – Die Bodyguards (V.I.P., 1 Episode)
- 1998–1999: Das Netz – Todesfalle Internet (The Net, 2 Episoden)
- 1998–1999: Mortal Kombat: Conquest (2 Episoden)
- 1997–1999: Allein gegen die Zukunft (Early Edition,  5 Episoden)
- 2000: D.C. (1 Episode)
- 2000: Strong Medicine: Zwei Ärztinnen wie Feuer und Eis (Strong Medicine, 1 Episode)
- 2000–2001: Sheena – Königin des Dschungels (Sheena, 5 Episoden)
- 2015: Namaste Bitches (6 Episoden)
- 2012–2016: The Mop and Lucky Files (10 Episoden)